# Аррибас Робайна, Марица
Марица Аррибас Робайна (исп. Maritza Arribas Robaina; род. 2 июля 1971, Сантьяго-де-Куба, Орьенте) — кубинская шахматистка, гроссмейстер среди женщин (1999).
11-кратная чемпионка Кубы (1992, 1997, 2001—2004, 2007—2009, 2013, 2015). Чемпионка Панамериканского первенства среди женщин 2000 года, бронзовый призёр 1998 и 2008 годов. 6 раз участвовала в Чемпионате мира по шахматам среди женщин. С 1988 по 2014 год участвовала во всех Шахматных олимпиадах в составе сборной Кубы (за исключением Олимпиады 1992 года), однако команда не завоевала на соревнованиях ни одной медали. В интервью 2012 года Аррибас и другая шахматистка-член сборной отметили, что для них существуют такие трудности, как недостаток выступлений на международной арене и доступа к Интернету, что мешает тренироваться и готовиться к соревнованиям.